# 原子力発電環境整備機構
原子力発電環境整備機構（げんしりょくはつでんかんきょうせいびきこう）は、原子力発電により発生する使用済燃料をリサイクル（再処理）する過程で発生する、高レベル放射性廃棄物（ガラス固化体）等の最終処分（地層処分）事業を行なう日本の事業体である。
略称は、英文名が Nuclear Waste Management Organization of Japan であるため、NUMO（ニューモ）。原環機構（げんかんきこう）とも略す。

## 法人概要
2000年（平成12年）6月に「特定放射性廃棄物の最終処分に関する法律」（最終処分法）が公布されたのを受けて、同年10月に設立された特別の法律により設立される法人である。

## 事業内容
原環機構は、最終処分場建設地の選定から最終処分の実施、処分場閉鎖後の管理等、最終処分事業全般を行うこととなっている。
最終処分法及び定款に規定されている事業のうち、主なものは以下の通り。
1. 概要調査地区等の選定を行うこと。
2. 最終処分施設の建設及び改良、維持その他の管理を行うこと。
3. 最終処分を行うこと。
4. 最終処分を終了した後の当該最終処分施設の閉鎖及び閉鎖後の当該最終処分施設が所在した区域の管理を行うこと。
5. 最終処分法第11条の拠出金を徴収すること。

### 最終処分の対象となる放射性廃棄物
最終処分法に規定されている、原環機構が行う最終処分の対象は下記の通り。
高レベル放射性廃棄物（ガラス固化体）
使用済燃料を再処理して、核燃料物質（ウラン、プルトニウム）や、その他の有用物質を分離した後に残存する物を、ガラスとともに溶かして固型化した物。代替取得（日本の電気事業者は過去に再処理を海外に委託していたが、その再処理の際に発生したTRU廃棄物に替えて、ガラス固化体を引き取ること。）によるガラス固化体も対象。
地層処分相当のTRU廃棄物
再処理の過程で発生するTRU廃棄物は低レベル放射性廃棄物に分類されるが、放射能レベルは様々であり、そのうちの放射能レベルが高く、地層処分が必要となるもの。
ガラス固化体は、2009年度（平成 21年度）末現在、国内で1,664 本が貯蔵されている。これらは30～50年間冷却のために貯蔵された後、地層処分される。2006年（平成18年）までに国内で発生じた使用済燃料を、それらを再処理した後に発生するガラス固化体の量に換算すると、約20,400本となる
。

### 調査地区の選定
最終処分場建設地の選定は、以下の3段階の調査を経て行うこととなっている。
第1段階：概要調査地区の選定
既存の文献やその他の資料の調査（文献調査）を行い、文献調査の対象地区の中から概要調査地区を選定。
第2段階：精密調査地区の選定
概要調査地区について、ボーリング、トレンチの掘削等による調査を行い、概要調査地区の中から精密調査地区を選定。
第3段階：処分施設建設地の選定
精密調査地区について、地上での詳細な調査に加え、実際に地下に調査施設を建設し、地層の物理的および化学的性質の調査等を行い、精密調査地区の中から処分施設建設地を選定。
各段階の調査の後には、市町村長・都道府県知事の意見を聞くこととなっており、反対の意見を示した場合は次の段階に進まないこととなっている。

### 最終処分
最終処分の方法として、地層処分が選択されており、地下300mより深い地層中に、「多重バリア」を構築した上で埋設されることとなっている。

### 資金
最終処分に必要な費用は、ガラス固化体約4万本で約3兆円と試算されている。
最終処分事業を行うために必要な資金は、最終処分の対象となる放射性廃棄物を発生する事業者が、廃棄物の発生量（原子力による発電電力量（ｋＷＨ）見合い）に応じて毎年原環機構に納付（拠出）することとなっている。納付（拠出）された資金は、資金管理を行う法人（原子力環境整備促進・資金管理センター）に最終処分積立金として積立てしなければならず、原環機構はこの積立金から必要な費用を取り戻し、事業を行う。

### 処分場選定に向けた状況
原環機構は2002年（平成14年）から、全国の市町村を対象に、文献調査を行う地区の公募を行い、コマーシャル等各種の広報を通じて、原子力発電や最終処分場の概要、最終処分場の経済効果（国からの電源三法交付金（文献調査段階で1年あたり10億円。）や原環機構からの地元発注等）などを提示している。
これまでに、いくつかの自治体が関心を持っているとの報道がなされたが、そのたびに自治体内外で反対運動が起こり、応募までには至らなかった。2007年（平成19年）1月に高知県安芸郡東洋町が応募を行ったが、町長が町議会に諮らずに行った応募を巡って賛成派と反対派で町内を二分する議論となり、その後行われた町長選によって、応募した町長が落選し、反対派の新町長が応募を撤回し、計画は白紙となった。
こうした状況を打開すべく、2015年政府は最終処分に関する基本方針を改定し、従来の公募方式から調査対象となりうる自治体に国が申し入れる方式に転換した。2017年7月28日資源エネルギー庁が処分地の適性を4区分で示す「科学的特性マップ」を公表したことを受け、同年10月から全国各地で「科学的特性マップに関する意見交換会」を鋭意開催中である。
2017年11月6日、さいたま市で開催された「科学的特性マップに関する意見交換会」に参加した大学生が、座談会の場で「1万円もらえるから参加した」旨を発言したことから、11月14日に委託業者「オーシャナイズ」が謝金を約束して参加者を動員していたことが発覚、NUMOによる「やらせ」が激しい批判を浴びる事態となった。
2020年、いずれも北海道の西部の寿都町が応募し、また神恵内村も応募の意思を表明、それを受けて文献調査を申し入れて村が受諾する形で11月17日に文献調査が開始された。2024年11月両者の文献調査の報告書が提出され縦覧が開始された。
続いて、佐賀県の玄海町も議会の請願を受け、文献調査を申し入れて受諾する形で2024年6月10日文献調査が開始された。

## 役員・評議員
理事長
山口彰 （東京大学名誉教授）
副理事長
阪口 正敏（中部電力株式会社特別嘱託）
専務理事
苗村公嗣
理事
梅木博之 （国立研究開発法人日本原子力研究開発機構特別研究員）
植田昌俊（中部電力東京支社付）
坂本隆	(リサイクル燃料貯蔵前社長)
宇田剛 （九州電力株式会社福岡西営業所長 退職）
理事（非常勤）
井手秀樹 （慶應義塾大学名誉教授）
松本真由美  (環境運動家)
佐々木敏春 (中部電力専務執行役員待遇)
監事
田所創 (経済産業省 大臣官房付（経済産業研究所 上席研究員、退職（出向）
監事（非常勤）
中村 多美子
評議員
池辺和弘 (電気事業連合会 会長)
大江俊昭 (東海大学 名誉教授)
小口正範 (国立研究開発法人日本原子力研究開発機構 理事長)
崎田裕子 (ジャーナリスト・環境カウンセラー、前 特定非営利活動法人持続可能な社会をつくる元気ネット 理事長)
城山英明 (東京大学未来ビジョン研究センター センター長、東京大学大学院法学政治学研究科／公共政策大学院 教授)
友野宏	(日本製鉄株式会社 社友)
長辻象平 (産経新聞社 論説委員)
西垣誠	(岡山大学 名誉教授)
東原紘道 (東京大学 名誉教授、元 独立行政法人防災科学技術研究所地震防災フロンティア研究センター センター長)
古田悦子 (東京都立大学理学部 客員准教授)
山地憲治 (東京大学名誉教授、公益財団法人地球環境産業技術研究機構 理事長)
四元弘子 (森・濱田松本法律事務所 弁護士)